# 下營 (佳里區)
下營，是臺灣臺南市佳里區的一個傳統地域名稱，位於該區西部。相較於今日行政區，其範圍大致包括下營里、安西里西部南側凸出部分的北半部、海澄里南部西側凸出部分的西端。
本地區境內主要聚落為下營，延平國小設於北部邊界地帶。

## 歷史
台灣日治初期，下營地區為一街庄，稱為「下營庄」（舊制街庄），隸屬於蕭壠堡。該庄昔日北邊西段與後港庄為鄰，北邊東段及東邊北段與番仔藔庄為鄰，東邊南段及南邊東段與蕭壠庄為鄰，南邊西段及西邊南側一小段為篤加庄，西邊其餘部分為城仔內庄。
1901年（日治明治三十四年）11月11日，全台廢縣廳改設二十廳，該庄隸屬於鹽水港廳。1904年（明治三十七年）4月1日，該庄編入「下營區」，隸屬於鹽水港廳。1906年（明治三十九年）4月1日，鹽水港廳內管轄區域調整，該庄仍隸屬於下營區。1909年（明治四十二年）10月25日，全台合併二十廳為十二廳，下營區改隸屬於臺南廳。1920年（大正九年）10月1日，全台地方制度大改正，廢十二廳改設五州二廳，該庄改制為「下營」大字，隸屬於臺南州北門郡佳里庄（新制街庄）。1933年12月20日，佳里庄改制為佳里街。
戰後佳里街改制為佳里鎮，隸屬於臺南縣，大字亦改制為里。1950年（民國39年）10月25日，雲、嘉、南分治，佳里鎮仍隸屬於臺南縣。2010年（民國99年）12月25日，臺南縣、市合併為直轄臺南市，佳里鎮改制為佳里區。

## 聚落
本地區發展較早的聚落為下營，在日治初期的官方地圖上已有記載。

## 交通
區道南26線是青鯤鯓至佳里的道路，經過本地區主聚落北部，其中一小段路與區道南27線共線。
區道南27線是長榮至大路尾的道路，經過本地區主聚落東側，其中一小段路與區道南26線共線。
區道南29線是下營至外渡頭的道路，其北側端點（起點）位於本地區主聚落西側偏北的區道南26線路口。

## 學校
- 延平國小